# Notylia odontonotos
Notylia odontonotos är en orkidéart som beskrevs av Heinrich Gustav Reichenbach och Johannes Eugen ius Bülow Warming. Notylia odontonotos ingår i släktet Notylia och familjen orkidéer. Inga underarter finns listade i Catalogue of Life.